# Ilie Șteflea
Ilie Șteflea (n. 29 martie 1887, Săliște, Sibiu – d. 21 mai 1946, București) a fost un general și politician român, Șef al Marelui Stat Major în perioada 20 ianuarie 1942 - 23 august 1944, care a luptat în cele două războaie mondiale.
A fost arestat la data de 11 octombrie 1944, sub acuzația că era omul mareșalului Ion Antonescu și trecut în rezervă la data de 10 februarie 1945, fiind acuzat că a contribuit, prin intermediul funcții pe care o deținea, la dezastru țării și a armatei. A murit la data de 21 mai 1946, în domiciliul său din București.

## Date biografice
Ilie Șteflea s-a născut la data de 29 martie 1887, în comuna Săliște (județul Sibiu). A urmat „Școala militară de ofițeri de infanterie” între 1907-1909 (an în care a devenit sublocotenent) și apoi „Școala superioară de război” în perioada 1919-1920, perioadă în care avea gradul militar de maior.
A participat la primul război mondial, în campania din anul 1916, în calitate de căpitan, cu Regimentul 34 infanterie, având funcția de comandant al Companiei de mitraliere, până când a fost rănit, la data de 26 august, în luptele de la Daidâr, în Dobrogea. A fost repartizat la „Școala de infanterie de la Dorohoi”, iar apoi la „Școala de ofițeri de infanterie și administrație” din Botoșani la data de 1 aprilie 1917 până la data de 10 octombrie 1918, dată la care a fost numit în funcția de șef al Biroului organizare din Inspectoratul tehnic al Infanteriei. În anul 1920 a absolvit „Școala Superioară de război”, fiind al 12-lea absolvent, dintr-un total de 72 de ofițeri , după care a participat la un stagiu de pregătire la Marele Stat Major, unde a ajutat la elaborarea strategiilor de apărare în cazul unei agresiuni străine, pentru granițele de est și de vest a României.
Până în 1925 a fost profesor de tactică la „Școala militară de ofițeri de infanterie nr 1” din cadrul „Școlii superioare de război”, unde a adus o contribuție importantă, fiind considerat unul dintre cei care au revigorat întregul sistem de învățământ din acestă instituție.
În primăvara anului 1925 a plecat într-un stagiu de pregătire în Franța pentru șase luni, iar la 1 octombrie 1925 a devenit director de studii la Centrul de instrucție al Infanteriei, unde a fost descris de superiori drept  un prea distins și talentat profesor instructor și educator. În anul 1929 a fost atestat ca profesor titular de practică la „Școala Superioară de război”. Generalul Jujescu, șef de Stat Major la Inspectoratului general de Armată 2, declara:
„Locotenent-colonelul Șteflea este un studios în înțelesul  clasic al cuvântului. Este un devotat și închinat cu tot sufletul meseriei sale. [...] Modest, plin de tact, maniere distinse, excelent camarad. Îl aseamăn pe locotenent-colonelul Șteflea unei cărți de valoare, dar nu ediție populară, ci un exemplar ales, de o restrânsă ediție de lux. Este socotit cu drept cuvânt ca un fruntaș între fruntașii din gradul său din toate armele.”
A lucrat pentru o perioadă la „Secretariatul consiliului superior al apărării țării” (ianuarie - februarie 1931) după care, la data de 28 februarie 1931 a fost numit șef de stat major al cursului de comandament din Marele Stat Major. La 1 octombrie 1933 a devenit șef de stat major al „Inspectoratului general de Armată general Alexandru Gorski”. În aprilie 1936 a revenit la "Școala Superioară de Război”, fiind numit director al cursului de tactică generală, iar apoi director general al școlii (1937-1939).

## Participarea la ce de-al doilea război mondial
La data de 22 iunie 1939, generalul Șteflea a fost numit subșef al Marelui Stat Major, stabilind (până la data de 31 august, același an) planul de mobilizare al Armatei Române și conducând activitatea revistei „România Militară”. La data de 23 august 1940 a fost numit șef de Stat Major al Armatei 1, după care, la 1 noiembrie 1940, devine secretar general al Ministerului Apărării Naționale.
După înfrângerea rebeliunii legionare din ianuarie 1941 a fost numit comandant al Diviziei 3 infanterie, divizie cu care a participat alături de trupele germane în luptele pentru ocuparea Odessei. La data de 20 ianuarie 1942 a fost numit în funcția de șef al Marelui Stat Major, funcție pe care a ocupat-o până la căderea regimului Ion Antonescu la data de 23 august 1944.
A fost înaintat în 31 martie 1938 la gradul de general de brigadă și în 24 ianuarie 1942 la gradul de general de divizie. A fost decorat la 7 noiembrie 1941 cu Ordinul Militar „Mihai Viteazul”, cl. III-a „pentru bravura și destoinicia cu care și-a comandat Divizia în bătălia din jurul Odesei”.
După dezastrul de la Stalingrad din 1942, înțelegând că războiul este pierdut și de teama unei încercări expansioniste ungare în Transilvania, care impunea prezența în România a unor forțe militare române capabile să o prevină, a început să saboteze planurile lui Ion Antonescu, reducând numărul efectivelor care urmau să fie trimise pe front.. El s-a eschivat, cu ajutorul generalilor Socrat Mardari, Traian Borcescu și a colonelului Valerian Nestorescu, de a trimite pe front toată artileria diviziilor de dublură (diviziile 25, 26, 27, 31, 34 și 45 infanterie), jumătate din artileria diviziilor de munte, majoritatea artileriei grele și câte o baterie din fiecare divizie plecată pe front. În acest fel, a păstrat în țară circa 220.000 de soldați care ar fi urmat să ajungă în Stepa Calmucǎ, de lângă Stalingrad.
A încercat să salveze trupele române din Crimeea înainte de intervenția în forță a armatei sovietice. Pentru a pune în aplicare această acțiune, a mers, cu acordul mareșalului Ion Antonescu, în Prusia Orientală, la Oberkommando der Wehrmacht (română Înaltul comandament al forțelor armate germane), însă Adolf Hitler a refuzat de fiecare dată propunerea generalului. Cu toate acestea, Ilie Șteflea a reușit să retragă din peninsulă circa 46.000 de soldați. La data de 23 aprilie 1944, el s-a opus mutării trupelor aflate pe Dealul Mare, (de la sud de Iași) în nordul orașului), însă mutarea a fost aprobată de către Ion Antonescu. La 20 august 1944, trupele sovietice au rupt cu ușurință frontul nou creat la nord de Iași. La scurt timp după acest eveniment și în urma demisiei generalului Gheorghe Avramescu, Ilie Șteflea a fost pus la comanda Armatei 4 (23-31 august 1944).
În urma retragerii de pe frontul românesc a 12 divizii germane, a pus la dispoziția generalului Constantin Sănătescu informații cu privire la situația trupelor germane din țară (Sănătescu era șeful grupului care pregătea trecerea României de partea Aliaților).

## Arestarea și moartea
După trecerea României de partea Aliaților, generalul Ilie Șteflea a fost destituit de la conducerea Armatei 4 și apoi arestat la data de 11 octombrie 1944, sub acuzația că ar fi fost omul mareșalului Ion Antonescu.
Generalul de corp de armată Ilie Șteflea a fost trecut din oficiu în poziția de retragere, alături de mareșalul Antonescu și de alți comandanți militari cu rang înalt ai regimului antonescian, care au fost acuzați că „prin activitatea lor în funcțiunile sau comenzile ce au avut, au sprijinit conducerea politico-militară a Mareșalului Antonescu Ioan, contribuind astfel la dezastrul Armatei”, prin decretul nr. 312 din 6 februarie 1945.
Din cauza bolilor vasculare de care suferea, Comisia medico-militară a Comandamentului Militar al Capitalei a propus ca generalul Șteflea să fie asistat permanent de un membru al familiei și să urmeze un regim alimentar special. Ca urmare a acestei propuneri, comandantul Comandamentului militar al Capitalei, generalul Iosif Teodorescu, a cerut ministrului de război, generalul Ion Negulescu, internarea generalului Șteflea la domiciliul său. Cererea a fost aprobată, iar la data de 17 ianuarie 1945 generalul a fost transportat la domiciliul său. Acesta era păzit de un grup militar format dintr-un subofițer și patru soldați. La data de 23 octombrie 1945, garda de la domiciliu a fost ridicată, însă cercetarea sa penală a continuat și după acest moment, cercetarea fiind efectuată de către procurorul Ion Raiciu.
Generalul Șteflea a decedat la data de 21 mai 1946 în domiciliul său din strada Călărași nr. 99 din București. La aproximativ o lună după moartea sa, la 26 iunie 1946, Tribunalul Poporului din București a dispus închiderea dosarului Șteflea.

## Decorații
- Ordinul „Steaua României” în gradul de Comandor (9 mai 1941)[12]
- Ordinul Militar „Mihai Viteazul”, cl. III-a (7 noiembrie 1941)[8]

## Vezi și
- Ion Antonescu
- România în al Doilea Război Mondial
- General de armată (România)
- Armata Română
- Bătălia de la Stalingrad
- Masacrul de la Odesa